# Jenever

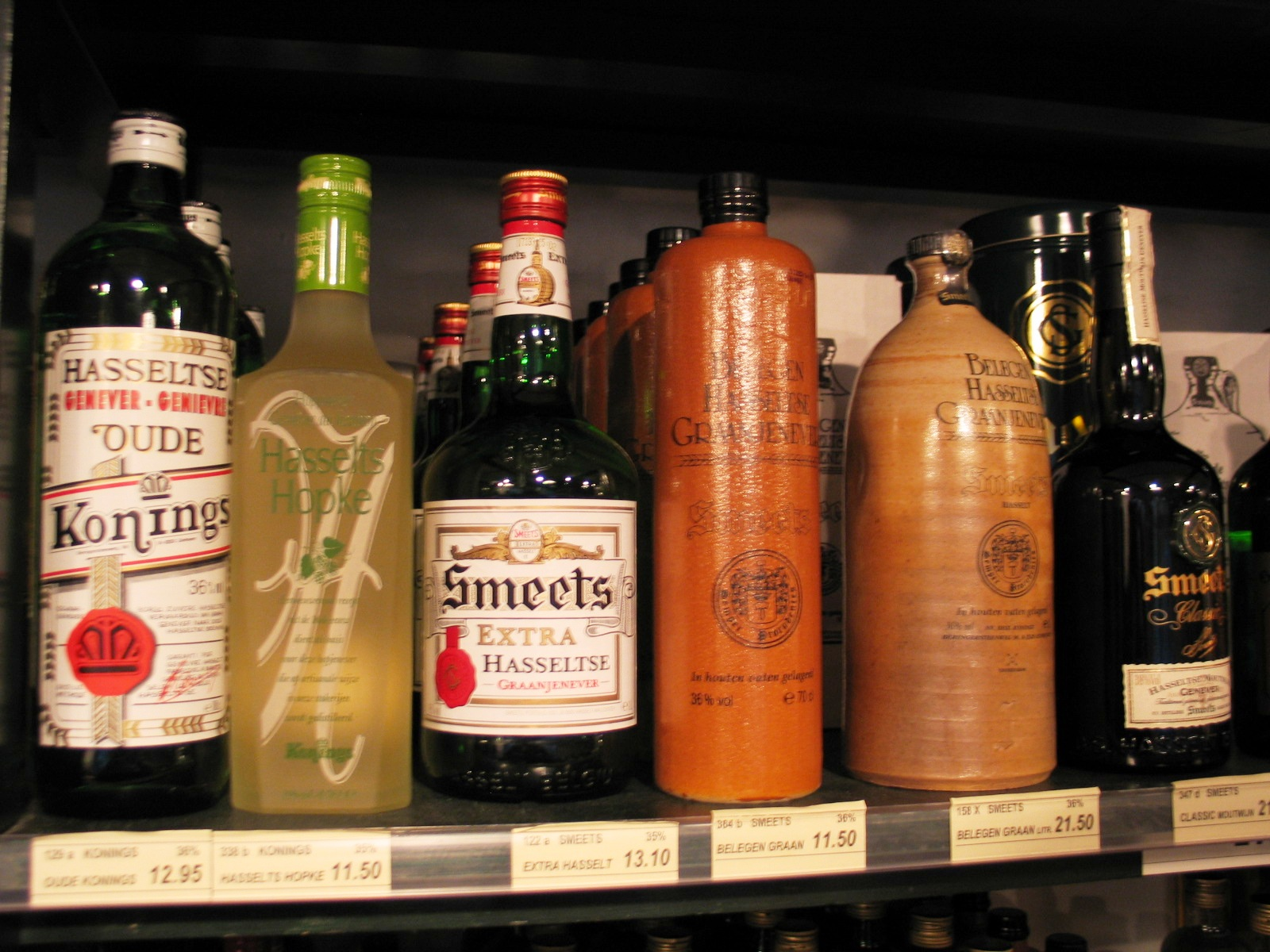
Hoewel jenever als een Hollands drankje bekendstaat, komt de oudste bron erover, die van 1269 dateert, uit de Zuidelijke Nederlanden.

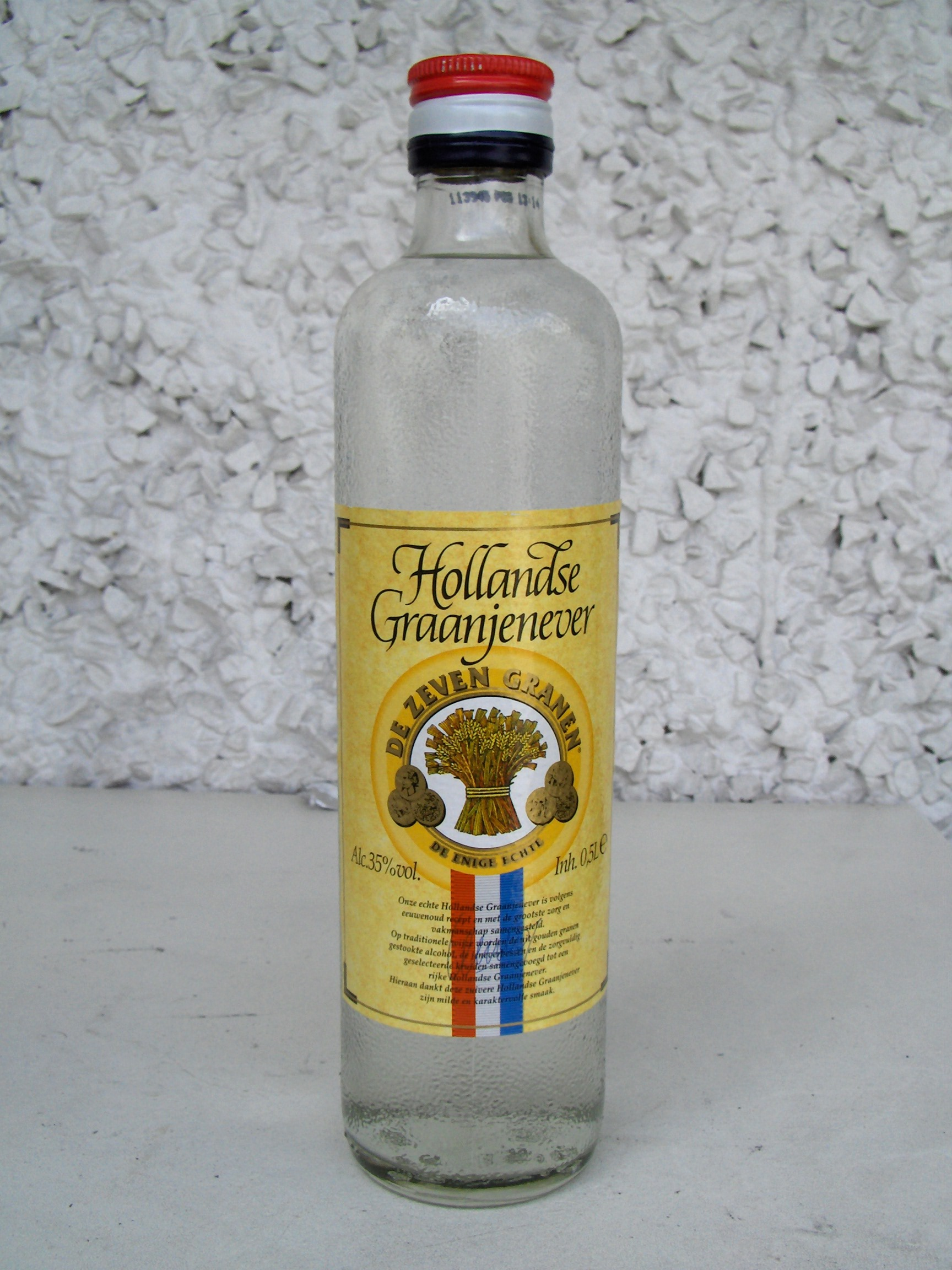
Hollandse graanjenever - een jonge-jeneversoort waarvan de alcohol voor 100% afkomstig is uit granen

Jenever (Middelnederlands: genever) is een sterke drank die vervaardigd wordt in Nederland, België en enkele gebieden in het noorden van Frankrijk (onder de naam genièvre), het noordwesten van Duitsland als Korngenever of kortweg Korn en in andere delen van Westfalen en aan de Nederrijn als Wacholder.
Oorspronkelijk gaat het om moutwijn waaraan extracten uit de jeneverbes werden toegevoegd. Sinds het einde van de negentiende eeuw bevat jenever meestal ook industrieel geproduceerde ethanol. In Nederland worden de jenevers waarin deze neutrale alcohol de hoofdmoot vormt lichte- c.q. zachte-borrel, jonge jenever of oude jenever genoemd. Korenwijn is een jenever die voornamelijk is gebaseerd op moutwijn. Vaak wordt korenwijn ook enige tijd gerijpt op houten vaten. In België spreekt men in zo'n geval van belegen jenever of gelagerde jenever; jenever op basis van neutrale alcohol heet in België kortweg jenever of, in Wallonië, peket.

## Geschiedenis

### Middeleeuwen
Al in de middeleeuwen was men in de Lage Landen bekend met sterke drank, en dan in het bijzonder met gedistilleerde wijn, oftewel brandewijn. Deze distillaten hadden een medicinale achtergrond en kregen hun eerste grote verspreiding tijdens de pestepidemieën die Europa teisterden tijdens de middeleeuwen. Vanwege de vermeende geneeskundige werking werden kruiden toegevoegd. Jacob van Maerlant beschreef als eerste wijn met jeneverbessen in Der Naturen Bloeme en Jan van Aalter bracht deze drank in verbinding met de bestrijding van de pest. De drank, waarbij jeneverbes met een destillaat ingelegd werd, verwierf later populariteit.

### Renaissance en de moderne tijd
De Antwerpse arts Philippus Hermanni beschreef in 1552 in "Een Constelijck Distileerboec" een jeneverbesdestillaat en noemde het "Aqua Juniperi". Na de val van Antwerpen in 1585 namen de Zuidelijke Nederlanders deze drank waarschijnlijk bij de vlucht naar de noordelijke Nederlanden mee. Caspar Coolhaes, predikant te Leiden, praktiserend brander van "cruijden Spaanschen, Franschen ende diergelijcke wijnen" noemt de jenever namelijk in het in 1608 opnieuw uitgegeven Van seeckere seer costelijcke wateren. Een navolger, professor Franciscus de le Boë Sylvius stookte in 1650, in een poging om een vochtafdrijvend geneesmiddel (een diureticum) te vinden, een jeneverbesdrankje dat hij genièvre of genova noemde. Doorslaggevend voor de productie van sterkedrank en ook jenever in de Nederlanden werden overheidsmaatregelen in 1671 die de import van wijnbrandewijn verhinderden en de positie van lokale branderijen voor de daaropvolgende eeuwen versterkten.

### Het ontstaan van gin in Engeland
Mede door toedoen van koning-stadhouder Willem III, die tijdens zijn Engelse koningschap de handel uit de Nederlanden trachtte te bevorderen, werd gin, een Londense afkorting van 'genever', ook in Engeland populair. Willem III hief direct na zijn kroning in 1688 een belasting op Franse brandewijn (brandy). De populariteit van de jenever werd zo groot, dat het Engelse parlement tegenmaatregelen nam en bij de Gin-Act van 1736 bepaalde dat jenever alleen mocht worden verkocht als Engelse apothekers of distillateurs de Hollandse jenever hadden bewerkt met eigen kruiden. Zo ontstond de zogeheten London Dry Gin -  in tegenstelling tot de Dutch Gin.

### Industriële revolutie
Het hoogtepunt van de jeneverconsumptie kwam tot stand ten tijde van de industriële revolutie, een tijdperk waarin nieuwe wetenschappelijke inzichten, en in tweede fase het werken met staal, elektriciteit en aardolie voor een aanzienlijke rendementsverhoging zorgden. Deze vooruitgang uitte zich eveneens in de productieprocessen van jenever in de 19de eeuw.
De belangrijkste innovatie die het productieproces van jenever versnelde om aan de steeds toenemende vraag te kunnen voldoen, was in eerste plaats het gebruik van de continu werkende stookkolom. Daarnaast hadden ook het gebruik van aardappelen, suikerbiet en maïs als nieuwe grondstoffen en de nieuwe wetenschappelijke inzichten in productieprocessen van alcohol een bijzonder positieve invloed.

### De Eerste Wereldoorlog
Tijdens de Eerste Wereldoorlog volgde een beslissende rol gespeeld in de jeneverproductie In België. De Duitse bezetter nam veel koperen destilleerketels in beslag om er munitie van te maken. Voor vele Belgische jeneverdestilleerderijen betekende dit een niet meer te herstellen schade die de stokerijen te gronde richtte.

## Klassieke bereiding
De basisgrondstoffen van de klassieke jenever zijn gerst, rogge en maïs. De gerst wordt in de branderij tot mout verwerkt, waardoor enzymen vrijkomen die zetmeel in suikers omzetten. De mout wordt daarna vermengd met water en de zetmeelrijke ingrediënten maïs en rogge. Het aldus verkregen mengsel wordt vervolgens met gist vermengd. De gist zet de suikers om in alcohol. De alcoholrijke substantie die zo ontstaat, kan nu worden gedistilleerd.
Na de eerste distillatie ontstaat het zogenaamde 'ruwnat' met ca. 20% alcohol. Het residu dat na deze distillatie in de ketel achterblijft, heet spoeling. Deze spoeling werd vroeger verkocht als varkensvoer, wat de productie van moutwijn relatief goedkoop maakte. Distillatie van het ruwnat levert vervolgens enkelnat (circa 30%) op. Het resultaat van de derde distillatie heet 'bestnat' of 'moutwijn' (46,5%).
De rest van het proces vindt niet plaats in de branderij maar in de destilleerderij. Met een jeneverstokerij wordt een combinatie van branderij en distilleerderij bedoeld.
In de distilleerderij krijgt de jenever zijn eigen karakter. De distillateur verwerkt de door de brander aangeleverde moutwijn volgens zijn eigen receptuur. Hernieuwde distillatie van de moutwijn levert bijvoorbeeld 'gestookte moutwijn' (75%) op en door eenzelfde distillatie met toevoeging van jeneverbessen uit te voeren ontstaat 'gebeide jenever'. Een dergelijk proces kan ook met andere kruidenmengsels worden uitgevoerd.
Door vermenging van deze producten ontstaan de diverse jenevers. Eventueel kan de jenever nog een aantal maanden rijpen in houten vaten.

### Gebruikte kruiden
In de gebruikte kruidenmengsels worden bijvoorbeeld alsem, koriander, karwij en Sint-Janskruid aangetroffen.
In België is het gebruik van kruiden verschillend per regio. Limburg gebruikt jeneverbes met verschillende andere regionale kruiden. In Wallonië heeft de jenever een fijne subtiele jeneverbessmaak. In Oost- en West-Vlaanderen is de pure graansmaak, de oeroude brandewijn dus, het meest voorkomend. Antwerpen, met zijn wereldhaven, experimenteerde dan weer met verschillende overzeese kruiden.

## Moderne bereiding
Aan het einde van de 19e eeuw werd het mogelijk om door kolomdistillatie zuivere ethylalcohol (ethanol) te verkrijgen - waarbij 'zuiver' staat voor het azeotroop mengsel van 96% ethanol en 4% water. Voor de productie van jenever werd vanaf dat moment steeds vaker deze neutrale alcohol gebruikt in plaats van moutwijn.
De neutrale alcohol was om verschillende redenen goedkoper:
- Kolomdistillatie geschiedt niet in tijdrovende stappen, maar is een continu proces.
- Omdat de smaak van de grondstoffen niet in het eindproduct te proeven is, kan men zowel gebruikmaken van graan als van andere landbouwproducten (bijvoorbeeld melasse, een restproduct van de suikerindustrie).
- De zuivere, neutrale alcohol kan voor veel meer doeleinden worden gebruikt.

De uitvinding van de kolomdistillatie betekende tussen 1890 en 1910 het vrijwel volledige einde van de branderijen. Niet alleen de distilleerderijen schakelden graag over op de goedkopere, neutrale alcohol. Ook het publiek apprecieerde de neutralere jenever boven de authentieke jenever die volgens de oude methode uit moutwijn werd gestookt. Toch bleef het de gewoonte om, omwille van de smaak, een zeker percentage moutwijn aan de moderne jenever toe te voegen.

### Jonge jenever en oude jenever
Tijdens de Tweede Wereldoorlog was er nauwelijks graan voor moutwijn beschikbaar. Het percentage moutwijn in de jenever daalde drastisch. Sommige drinkers betreurden dat; anderen niet. Na de oorlog werden er daardoor in Nederland twee dranken populair: de jonge jenever, die voornamelijk op neutrale alcohol was gebaseerd, en de jenever volgens het vooroorlogse recept, waarin meer moutwijn was verwerkt: oude jenever. De klassieke jenever (uit 100% moutwijn) was inmiddels nauwelijks meer te krijgen.
Na de malaise en de prijzenoorlog in de jaren 1970 trachtte de gedistilleerd-industrie weer iets terug te winnen van het verloren krediet door het aanscherpen van kwaliteitseisen en het in de handel brengen van een aantal exclusieve "ouderwetse" jenevers. Om afstand te nemen van de industriële jenevers, worden deze producten in Nederland vaak korenwijn genoemd.
Preciezer:
- Jonge jenever
  - is bereid met ethanol uit landbouwproducten (suikerbietmelasse, aardappelzetmeel etc)
  - bevat maximaal 15% moutwijn. Het minimum van 1,5 % moutwijn is door de EU vastgesteld omdat (de beschermde naam) jenever altijd moutwijn moet bevatten. Dit lage percentage heeft ervoor gezorgd dat ~80% van de jonge jenevers nauwelijks nog moutwijn bevat.
  - bevat maximaal 10 gram suiker per liter
  - is kleurloos
  - bevat minstens 35% alcohol

Voor jonge jenever zijn er geen richtlijnen wat betreft kruiden. Er mogen kruiden of kruidenextracten worden toegevoegd, maar dat hoeft niet. Het resultaat is dat de meeste jonge jenevers bestaan uit een distillaat van suikerbieten of aardappels, zonder moutwijn en zonder dat er jeneverbessen zijn mee gedistilleerd. Jonge jenever lijkt tegenwoordig meer op wodka dan op de klassieke, vooroorlogse jenevers. Verder wordt praktisch alle in Nederland verkrijgbare jonge jenever niet meer in Nederland 'gestookt', maar geblend uit moutwijn van Graanstokerij Filliers uit België en ethanol van 96% van gistfabrieken uit Duitsland, Frankrijk en (vooral) Rusland. Alleen het water voor de verdunning is Nederlands. Dit geldt voor alle grote jenevermerken. Een aantal ambachtelijke stokerijen stoken nog jenever op de klassieke manier.
- Oude jenever (niet te verwarren met: vieux)
  - is bereid met ethanol uit landbouwproducten (suikerbietmelasse, aardappelzetmeel etc.)
  - bevat minstens 15% moutwijn
  - bevat maximaal 20 gram suiker per liter
  - is lichtgeel of lichtbruin van kleur
  - bevat minstens 35% alcohol
  - is eventueel bijgekleurd met karamel
  - heeft een waarneembare jeneverbessmaak[8]
- Korenwijn
  - bevat minstens 51% moutwijn
  - de eventueel toegevoegde ethanol is voor 100% bereid uit granen
  - bevat maximaal 20 gram suiker per liter
  - is kleurloos, lichtgeel of lichtbruin van kleur
  - bevat minstens 38% alcohol
  - is eventueel bijgekleurd met karamel
  - bevat uitsluitend natuurlijke smaakstoffen

## Jenever of Graanjenever
De naam Graanjenever mag alleen gebruikt worden voor jenever waarvan alle alcohol voor 100% is bereid uit granen. Het eindproduct moet minimaal 30% alcohol bevatten.
Indien het product de toevoeging Jonge of Oude heeft moet het alcohol percentage minimaal 35% zijn. Er mag mag dus ook bij Jonge Graanjenever alléén gebruikt gemaakt worden van alcohol uit (continue) kolomdistillatie verkregen uit granen.

## Andere drank op basis van jenever
Jenever kan gebruikt worden als basis voor elixers, likeuren of likorettes.

### Elixer
Vanouds zijn er, onder namen als bitter of elixer, smaakstoffen te verkrijgen waarvan een paar druppeltjes door de drinker aan een glas jenever kunnen worden toegevoegd. Dat elixers eertijds zeer gebruikelijk waren, bewijst het woord "klare", dat heldere jenever zonder toevoegingen betekent.

### Likeur
Ook het laten trekken van smaakstoffen in een kruik met jenever kent een lange traditie. Populair werden bijvoorbeeld de citroenjenever (gemaakt door citroenschillen op jenever te laten trekken) en de bessenjenever (jenever, verdund met bessensap). De producten die tegenwoordig onder deze naam in de handel zijn, worden meestal met synthetische smaakstoffen gemaakt. In het begin van de jaren tachtig werd het in Vlaanderen populair om de smaak van fruit toe te voegen aan de jenevers (bijvoorbeeld: citroen-, appel-, pruimenjenever). Anno 2007 heeft de fruitjenever met een alcoholpercentage van ongeveer 20 % Vol. zijn plaats behouden in het uitgaansleven. Er bestaan inmiddels ook creamjenevers zoals vanille- en chocoladejenever.

## Stokerijen in Nederland
In de Gouden Eeuw kwamen in Nederland, vooral in havensteden, de eerste jeneverstokerijen tot bloei. Daarnaast werd de drank ook wel thuis gestookt. Omdat de productie van jenever stank met zich meebracht, verdwenen de stokerijen na verloop van tijd uit de binnensteden. De Amsterdamse jeneverindustrie week uit naar Weesp; in de omgeving van Rotterdam kwamen de Schiedamse jeneverstokerijen tot bloei. Omdat deze plaatsen gaandeweg werden gedomineerd door de jeneverindustrie, kwamen ze bekend te staan als jeneverstad.

### Amsterdam/Weesp
In Amsterdam waren de kruiden en specerijen voor de productie van likeuren makkelijk voorhanden, aangezien de stad een belangrijke doorvoerhaven was. Er ontstonden daar omstreeks 1600 dan ook diverse stokerijen. Toen het stadsbestuur een verbod op deze activiteit uitvaardigde, verhuisden veel van die bedrijfjes naar het nabijgelegen Weesp.
De stokerij van Lucas Bols kon blijven bestaan, omdat deze al buiten de binnenstad gevestigd was, aan de Rozengracht in de Jordaan. De naam Bols bleef dan ook tot 1969 aan Amsterdam verbonden. Vanaf 1664 produceerde deze stokerij jenever. Bols groeide in de loop der eeuwen uit tot een internationaal bedrijf. Het nam andere jeneverstokerijen over zodat er tegenwoordig, behalve Bols ook andere merken door dit bedrijf op de markt worden gebracht, zoals: Hartevelt (oorspronkelijk uit Leiden, het merk bestaat sinds 1780), Henkes (Delfshaven, 1824), Hoppe (Schiedam, 1858) en Bokma (Leeuwarden, 1894). Daarnaast lanceerde Bols in 1952 het jenevermerk Claeryn. Vanaf 2006 is Lucas Bols weer in Amsterdam gevestigd, aan de Paulus Potterstraat.
Slechts een distillateur in de Jordaan gevestigd: sinds 1782 bevindt zich aan de Driehoekstraat De Ooievaar, waar men jenevers produceert onder de naam Van Wees. In de Amsterdamse binnenstad is er nog de 18e-eeuwse distilleerderij Wynand Fockink, achter de Dam in de Pijlsteeg. En in het Flevopark vindt men distilleerderij 't Nieuwe Diep. In het westen van Amsterdam produceert The Stillery oude jenever.

### Rotterdam/Schiedam
In de omgeving van Rotterdam deed zich een vergelijkbare concentratie van de jeneverindustrie voor. Het stadsbeeld van Schiedam kenmerkt zich sindsdien door de molens, waarmee het graan voor de jenever werd gemalen. Om boven de huizen uit te komen, zijn deze molens bijzonder hoog.
De oudste gegevens over een jeneverbranderij in Schiedam dateren uit de zestiende eeuw. In de bloeitijd van de jeneverindustrie waren er in Schiedam honderden jeneverbranderijen. In 1795 waren het er bijvoorbeeld 188. In 1881 was het aantal stokerijen gegroeid tot 392. Vanwege de ellendige omstandigheden in de jeneverstad had ze in de negentiende eeuw de bijnaam Zwart Nazareth. Aan het begin van de twintigste eeuw werden de traditionele stokerijen steeds minder rendabel. In 1920 waren er nog maar 14 branderijen over en in 2004 nog slechts vier.
Om tegenwicht te bieden aan de opkomst van de op kolomdistillaten gebaseerde jenevers, stelde het stadsbestuur van Schiedam in 1902 een speciaal keurmerk in ten faveure van de traditionele branderijen: 'Echte Schiedamse jenever'. Op dit moment zijn nog slechts twee jenevers voorzien van dit keurmerk: het in het Schiedamse jenevermuseum gestookte 'Old Schiedam' en 'NOTARIS jenever', dat gestookt wordt in branderij De Tweelingh, ontstaan door een fusie van het Delftse Vlek & Co (1870) en het Schiedamse Herman Jansen (1777). Sinds 2011 heet het bedrijf weer Herman Jansen.
Andere Schiedamse distilleerderijen zijn Nolet (opgericht in 1691; sinds 1977 producent van Ketel 1), Onder De Boompjes (1658), De Kuyper (1695; sinds 1995 Koninklijke), Wenneker (1693, merken: Wenneker,Goblet, Olifant) en Dirkzwager (1879, producent van Floryn).

### Groningen
Door de in 1888 opgerichte stokerij Hooghoudt associëren velen de stad Groningen met jenever.

### Leeuwarden
In Leeuwarden bevindt zich sinds 1883 de distilleerderij Boomsma, die onder andere jonge en oude jenever in zijn assortiment heeft.

### Dordrecht
In 1872 richtte Simon Rutte in Dordrecht een jeneverstokerij op. Rutte & Zn. is nog steeds bekend als 'ambachtelijke stokerij' van onder andere jenever.

### Baarle-Nassau
In Baarle-Nassau is, sinds 1975, een zelfstandige distilleerderij gevestigd: Zuidam.

## Stokerijen in België
Anders dan in Nederland liggen de wortels van veel Belgische jeneverstokerijen op het platteland. Jeneverstokerijen waren vaak onderdeel van gemengde boerenbedrijven waarin de varkensmest gebruikt werd om de graanvelden te bemesten, terwijl de spoeling van de graanjenever als varkensvoer diende. Niet zelden behoorden deze bedrijven toe aan kloosterordes. Na de Franse Revolutie gingen vele over in particuliere handen.
In de 19de eeuw kwamen in België naast de landbouwstokerijen de grotere industriële stokerijen. Deze laatsten betaalden een hogere accijnsregeling (accijns). Vele kleinere landbouwstokerijen kenden hun teloorgang wanneer ook zij aan deze regeling onderlegd werden, een maatregel vanuit de overheid ter vermindering van de overconsumptie van jenever door inwoners.

### Hasselt
In België ontwikkelde Hasselt zich in de 19de eeuw als een volwaardige jeneverstad. Op het einde van de 18de eeuw waren er minstens 21 stokers die samen 309 hectoliter jenever produceerden. De meeste stokerijen waren gevestigd aan de Demer. Onder het Franse Bewind nam de jenevernijverheid in Hasselt een hoge vlucht. In 1796 produceerde de stad 11.510 hectoliter jenever. De jeneverindustrie werd toen de belangrijkste Hasseltse nijverheid en zou dat tot 1870 blijven. Vanaf 1880 verminderde de activiteit aanzienlijk. In 1912 verminderde het aantal stokers van 22 naar 6. Toch is de traditie niet volledig verloren gegaan, er blijven tot op heden nog enkele jeneverproducenten actief. Sinds 1987 is in Hasselt ook het Jenevermuseum gevestigd. De huisvesting in een authentieke jeneverstokerij is uniek en het is de enige stokerij in de Lage Landen waarvan de mouterij bewaard is gebleven. In oktober organiseert Hasselt jaarlijks de jeneverfeesten, met gratis proeverij. Zie verder ook het artikel over Hasseltse jenever.
Naast het jenevermuseum telde Hasselt begin 21ste eeuw nog Stokerij Wissels die ondertussen overgenomen is door Distillery Fryns. In Hasselt zijn ook nog Stokerij Vanderlinden en 't Stookkot actief. Jenever Smeets, overgenomen door Bruggeman, wordt nog op Hasseltse bodem gestookt.

### Oost-Vlaanderen
Het belangrijkste jenevercentrum in de 19de eeuw in België was de provincie Oost-Vlaanderen. Het spande in 1883 in België de kroon met 20 industriële stokerijen en 133 landbouwstokerijen. Met andere woorden meer dan de helft van de Belgische stokerijen bevond zich op dat moment in deze provincie.

#### Aalst
Van oudsher telt de stad Aalst talloze kleine, ambachtelijke jeneverproducenten. Een populaire jenever is er altijd hopjenever geweest aangezien Aalst eigen inheemse hopsoorten had zoals Groen Belle etc.  Ook de grote mouterij De Wolf-Cosijns was hier gevestigd. De grootste stokerij die Aalst doorheen zijn geschiedenis heeft gekend is de in 1735 gestichte Distillerie et Malterie Le Lion d'Or van de familie Van Assche. In de 19e eeuw was zij een van de grootste stokerijen en gist producerende bedrijven van Europa. 
Anno 2021 telt Aalst nog twee actieve stokerijen die produceren op middelgrote schaal: Stokerij VdS en Stokerij De Moor.

#### Deinze
In het dorpje Bachte-Maria-Leerne, deelgemeente van de stad Deinze (nabij Gent), bevindt zich Graanstokerij Filliers. Deze dateert van 1880, en is steeds in handen gebleven van de familie Filliers. Men produceert er een heel gamma graanjenevers volgens de traditionele methode. Mout, tarwe, maïs en vooral rogge worden hierbij gebruikt.
Behalve voor de eigen merken, produceert Filiers ook moutwijn voor andere jeneverstokerijen. Bijna alle Nederlandse jenevers die moutwijn bevatten, bevatten moutwijn van Filliers.

#### Eeklo
In Eeklo werd gestookt in Jenevermuseum (Eeklo).

#### Gent
De grootste industriële producenten uit Oost-Vlaanderen waren in Gent gevestigd. Gent kende aan het einde van de 18de eeuw een opgang van het aantal stokerijen met op zijn toppunt 30 stokers. Na 1850 neemt het aantal weer af. Op dit moment is er nog slecht één stokerij in Gent gevestigd, het gaat over Bruggeman, behorend tot de Franse groep La Martiniquaise. Het is een van de grootste stokerijen van het land. 

#### Oosterzele
In Balegem een deelgemeente van Oosterzele is de laatste actieve landbouwstokerij gevestigd, dit is stokerij Van Damme. In deelgemeente Landskouter is de geklasseerde stokerij Den Betsberg of Van de Velde te vinden. 

#### Oudenaarde
Graanstokerij Braeckman is een familiale stokerij die werd opgericht in 1918. Filip Braeckman, kleinzoon van stichter Achiel Braeckman, liet in 1996 een nieuwe stokerij bouwen in Oudenaarde. Men produceert er nog steeds moutwijn uit rogge en mout. Het gamma graanjenevers verkreeg het label "Streekproduct Vlaamse Ardennen".

## Beschermde aanduiding
Sinds 20 mei 2008 is jenever door de Europese Unie erkend als beschermde geografische aanduiding. Het mag alleen worden geproduceerd in Nederland, in België en in een paar aangrenzende gebieden in Frankrijk en Duitsland. Oude en jonge jenever mag alleen in Nederland en België worden geproduceerd. Verder zijn nog een paar herkomstbenamingen beschermd: O'de Flander of Oost-Vlaamse graanjenever, Balegemse jenever, Hasseltse jenever en Peket de Wallonie.

## Consumptie
Hoewel de populariteit van jenever in Nederland al jarenlang gestaag afneemt, is jonge jenever nog steeds veruit de meest verkochte sterkedrank. In 2006 bedroeg het marktaandeel 24,0%, gevolgd door whisky met 12,2%. Oude jenever en korenwijn waren goed voor respectievelijk 0,7 en 0,4%. In 2008 is de consumptie verder gedaald naar 22,5% oftewel 15 miljoen liter.

### Cafécultuur
In cafés wordt jenever traditioneel geserveerd in een borrelglas, een klein glas dat wanneer het tot de rand is gevuld ongeveer 4 cl drank bevat. Populair zijn het kelkje (een tulpvormig glas met een steeltje en een voetje), en het shot glass (een miniatuur tumbler). Het is gebruikelijk om het glas zo ver te vullen dat het vloeistofoppervlak boven de rand uitsteekt: de kop of (bolle) meniscus (in Amsterdam: "een over het IJ kijkertje"). Omdat zo'n vol glas niet zonder morsen kan worden verplaatst wordt de klant eerst een leeg glas geserveerd, dat pas daarna wordt volgeschonken. De drinker neemt de eerste slok terwijl het glas op de bar of op de tafel blijft staan.
Vooral bij inferieure jenevers is het hier en daar gewoonte om de drank zo koud mogelijk te serveren. De fles wordt in zo'n geval beneden het vriespunt van water bewaard en de jenever wordt geschonken in een bevroren glaasje. Dit komt de smaak niet ten goede. Modale jenevers bewaart men meestal in de koelkast. De betere jenevers worden door liefhebbers op kamertemperatuur gedronken.
Wanneer het laatste restje jenever uit een fles niet toereikend blijkt voor een borrel, mag de klant dit volgens een cafétraditie gratis opdrinken. Dit wordt een kasteleinsborrel of kannegeluk of, afhankelijk van de locatie van het café, een schiedammertje, een rotterdammertje, een amsterdammertje of een scheveninger genoemd.
Een combinatie van jenever en bier (in afzonderlijke glazen) heet in Nederlandse cafés een kopstoot.
In Nederland en België wordt soms een glaasje jenever in een glas met bier gedropt. Dit wordt een duikboot genoemd.

### Andere tradities
Bij de uitreiking van het Onderscheidingsteken voor Langdurige Dienst als officier aan Nederlandse militaire officieren, jaarlijks op 6 december, wordt ook traditioneel een glaasje jenever genuttigd. Deze onderscheiding wordt daarom ook wel "jeneverkruis" genoemd.

### Synoniemen
Synoniemen voor een glaasje jenever:
- Borrel - middeleeuws woord voor drankje.
- Klare - Jenever zonder toevoeging van een bitter of elixer. Hoewel het woord dateert van voor de uitvinding van jonge en oude jenever, wordt het vrijwel uitsluitend in de combinaties jonge klare en oude klare gebruikt.
- Neut - Een verklaring luidt dat dit woord een dialectische nevenvorm zou zijn van noot. Het woord zou dan verwijzen naar de kleine omvang van het borrelglaasje.

#### Vlaanderen
- Witteke - In sommige delen van Vlaanderen betekent dit jenever, in andere delen witbier.
- Dreupel (Gent), Drippel (Aalst) enz. - Verwijzend naar een druppel. In sommige delen van Vlaanderen is dit de gangbare uitdrukking voor jenever of vergelijkbare "kortendrank".
- Zjanevel - In het Aalsters.
- Metser - Dik, sterk jeneverglaasje dat destijds in de broekzak van zowat elke metselaar zat.
- Leersken - Van: laarsje.

#### Limburg
- Dröpke - Limburgse benaming voor sterkedrank, jenever in het bijzonder.

#### Amsterdam
- Hassebassie - Hassebassen betekent hetzelfde als kissebissen: 'kijven'. Veelal de benaming voor een borreltje, met name een jenevertje. Echter in het Friese Heerenveen krijg je, als je een hassebassie bestelt, een cola beerenburg.
- Jajem - Jiddische uitdrukking voor jenever, afgeleid van het Hebreeuwse woord jajin = wijn. (Zie bijvoorbeeld het gelijknamige drinklied.)
- Jonkie - Speciaal wordt hier een jonge jenever bedoeld.
- Pikketanussie - Herkomst niet of niet met zekerheid bekend. Eventueel zou pikketanis een schertsende, pseudogeleerde uitdrukking kunnen zijn voor 'iets wat men pikt/oppakt'. De vulgaire associatie met pik en anus wordt ook aangetroffen.

#### Wallonië
- Peket - De Waalse naam voor jenever is peket, dat in het Oud-Waals "specerij" betekent. In sommige Waalse streken is peke synoniem met jeneverbes. Dergelijke "Waalse" jenever is verkrijgbaar met vele smaakvolle toevoegingen, waaronder anijs, hetgeen ook als mogelijke oorsprong voor het woord pikketanissie (Amsterdam) aangewezen kan worden.

#### Nederlandse marine
- Oorlam - De jenever die, eventueel verdund met water, als rantsoen werd verstrekt aan matrozen. Afgeleid van het Maleise woord voor iemand van overzee die lang in Nederlands-Indië had verbleven: orang lama. (Het woord oorlam werd ook voor ervaren matrozen gebruikt.)

#### Scheveningen
In het Scheveningse dialect wordt gesproken van een beetje en het drinken ervan noemt men een beetje doen.